# Scutellina (geslacht)
Scutellina is een geslacht van uitgestorven zee-egels, en het typegeslacht van de familie Scutellinidae. Vertegenwoordigers van dit geslacht zijn slechts als fossiel bekend.

## Soorten
- Scutellina balcanica Gocev, 1933 †
- Scutellina conica Gocev, 1933 †
- Scutellina gruveli Dautzenberg, 1929
- Scutellina transsylvanica Barbu & Dragos, 1957 †